# Urciers
Urciers là một xã ở tỉnh Indre ở miền trung nước Pháp. Xã này có diện tích 19,02 km², dân số năm 1999 là 261 người. Khu vực này có độ cao trung bình 280 mét trên mực nước biển.